# Pedro Sampaio
Pedro do Espirito Santo Sampaio, mais conhecido como Pedro Sampaio (Rio de Janeiro, 21 de dezembro de 1997), é um DJ, cantor, compositor e produtor musical brasileiro.

## Biografia
Aos 13 anos de idade, começou a descobrir seu talento para a percussão tocando em um balde e, em seguida, convenceu seu pai a comprar um tantã, repinique, timbal e pandeiro. Um ano depois, foi descoberto por Victor Junior quando tocava como DJ em uma festa da amiga do pai. Começou a se dedicar mais até chegar aos 17 anos, quando definitivamente entrou para o time de artistas do Dennis DJ.
Iniciou sua carreira artística em 2017, postando vídeos de versões remixadas de canções de outros artistas no YouTube, o que fez Pedro ganhar visibilidade na internet e ser contratado para fazer shows, com músicas cantadas e produzidas por ele mesmo. Em dezembro de 2018, ele assinou contrato com a gravadora Warner Music Brasil.
Em 2019, lançou o single "Sentadão", com a participação do cantor Felipe Original e a produção de JS o Mão de Ouro, que rapidamente se tornou uma das canções mais executadas das rádios, alcançando a segunda posição do ranking do Spotify no Brasil e ocupando o 194º lugar no TOP 200 Global.
Em 4 de setembro de 2024, lançou em seu segundo álbum de estúdio, Astro, a faixa "Escada do Prédio", com a participação da cantora Marina Sena, que se tornou single em 25 de setembro do mesmo ano após a repercussão do verso da cantora nas plataformas de vídeo como TikTok, atingindo o número #2 das #50 músicas mais usadas na plataforma, o Instagram, o Kwai, e no YouTube, onde chegou no top #10 dos #100 principais vídeos de música da plataforma. Também foi sucesso nas plataformas de áudio, atingindo o top #6 das principais #50 músicas ouvidas no Spotify Brasil e top #5 em Portugal. Nos charts virais atingiu #3 no Brasil, #9 em Portugal, #28 no Global, #18 na Irlanda, #36 no Uruguay, e sucesso também em charts do país, estreando na posição #54 e chegando em #7 no top Billboard Hot 100 Brasil, em #7 da Brazil Songs e em #9 na Portugal Songs. A colaboração também foi eleita a terceira melhor música pop brasileira de 2024 pela plataforma de streaming Apple Music. as principais faixas de seu álbum são PocPoc e Escada do Prédio, com Marina Sena.

## Vida pessoal
Em março de 2023, Sampaio era uma das atrações do primeiro dia do festivel Lollapalooza. No telão do palco, durante o cover da música "Toda Forma de Amor", de Lulu Santos, foram exibidas imagens de diversas pessoas declarando sua sexualidade. Sampaio colocou seu próprio rosto como homem bissexual. No mesmo ano, foi revelado um relacionamento do cantor com o modelo e atleta Henrique Meinke.

## Discografia
- Chama Meu Nome (2022)
- Astro (2024)

## Prêmios e indicações
| Ano  | Prêmio                                | Categoria        | Nomeação                                               | Resultado | Ref.          |
| ---- | ------------------------------------- | ---------------- | ------------------------------------------------------ | --------- | ------------- |
| 2020 | Prêmio Jovem Brasileiro               | Melhor Live      | Pedro Sampaio                                          | Indicado  |               |
| 2020 | Prêmio Jovem Brasileiro               | Melhor Feat      | "Chama Ela" feat Lexa                                  | Indicado  |               |
| 2020 | Prêmio Jovem Brasileiro               | Melhor Feat      | "Balança" feat WC no Beat & FP do Trem Bala            | Indicado  |               |
| 2020 | Prêmio Jovem Brasileiro               | Hit do Ano       | "Sentadão" feat. Felipe Original, JS o Mão de Ouro     | Indicado  |               |
| 2020 | MTV Millennial Awards                 | Hino do Ano      | "Sentadão" feat. Felipe Original, JS o Mão de Ouro     | Indicado  |               |
| 2020 | MTV Millennial Awards                 | Artista Musical  | Pedro Sampaio                                          | Indicado  |               |
| 2020 | MTV Millennial Awards                 | DJ Lanso a Braba | Pedro Sampaio                                          | Venceu    | [ 13 ]        |
| 2020 | Prêmio Multishow de Música Brasileira | Música Chiclete  | "Sentadão" feat. Felipe Original, JS o Mão de Ouro     | Venceu    | [ 14 ]        |
| 2022 | MTV Millennial Awards                 | Artista Musical  | Pedro Sampaio                                          | Indicado  | [ 15 ] [ 16 ] |
| 2022 | MTV Millennial Awards                 | DJ Lanso a Braba | Pedro Sampaio                                          | Indicado  | [ 15 ] [ 16 ] |
| 2022 | MTV Millennial Awards                 | Coreô Envolvente | "Dançarina" - Pedro Sampaio (com part. de MC Pedrinho) | Indicado  | [ 15 ] [ 16 ] |
| 2022 | MTV Millennial Awards                 | Hino do Ano      | "Dançarina" - Pedro Sampaio (com part. de MC Pedrinho) | Venceu    | [ 15 ] [ 16 ] |
| 2023 | Play - Prémios da Música Portuguesa   | Prémio Lusofonia | "Dançarina" - Pedro Sampaio (com part. de MC Pedrinho) | Venceu    |               |
| 2023 | Play - Prémios da Música Portuguesa   | Prémio Lusofonia | No Chão Novinha - Anitta e Pedro Sampaio               | Indicado  |               |